# Ta przeklęta niedziela
Ta przeklęta niedziela (ang. Sunday Bloody Sunday) – brytyjski dramat filmowy z 1971 roku w reżyserii Johna Schlesingera. Obraz zdobył pięć nagród BAFTA, w tym dla najlepszego brytyjskiego filmu roku. Otrzymał także cztery nominacje do Oscara: za najlepszą reżyserię, scenariusz oryginalny, główną rolę męską (Peter Finch) i żeńską (Glenda Jackson).

## Fabuła
Obrazoburcza w chwili premiery historia o nietypowym miłosnym trójkącie, ukazująca po raz pierwszy bez oceniania scenę pocałunku pomiędzy dwoma mężczyznami. Młody biseksualny artysta-rzeźbiarz Bob Elkin wchodzi najpierw w związek z rozwiedzioną konsultantką działu HR, a następnie z homoseksualnym żydowskim lekarzem.

## Obsada
- Peter Finch – dr Daniel Hirsh
- Glenda Jackson – Alex Greville
- Murray Head – Bob Elkin
- Peggy Ashcroft – pani Greville
- Tony Britton – George Harding
- Maurice Denham – pan Greville
- Bessie Love – pani z obsługi telefonicznej
- Vivian Pickles – Alva Hodson
- Frank Windsor – Bill Hodson
- Kimi Tallmadge – Lucy, najstarsza córka Hodsonów
- Emma Schlesinger – dziecko Hodsonów
- Thomas Baptiste – profesor Johns
- Richard Pearson – pacjent
- June Brown – pacjentka
- Hannah Norbert – matka Daniela
- Harold Goldblatt – ojciec Daniela
- Russell Lewis – Timothy Hodson
- Marie Burke – ciotka Astrid
- Caroline Blakiston – wiosłująca żona
- Peter Halliday – wiosłujący mąż
- Jon Finch – Szkot
- Robert Rietti – brat Daniela
- Douglas Lambert – mężczyzna na przyjęciu
- Niké Arrighi – kobieta na przyjęciu
- Edward Evans – mąż w szpitalu
- Gabrielle Daye – żona w szpitalu
- Esta Charkham – kobieta na bar micwie
- Petra Markham – dziewczyna projektanta
- Daniel Day-Lewis – wandal
- John Warner – gość na przyjęciu
- Martin Lawrence – rabin

## Produkcja
Zdjęcia do filmu kręcono w Londynie (m.in. Greenwich Park, St Alfege Church w Greenwich, Wandsworth, Pembroke Square w Kensington, Barnes).